# Киборг-охотник
«Киборг-охотник» (англ. Cyber Tracker) — американский фантастический кинофильм 1994 года режиссёра Ричарда Пепина. Главные роли в этом фильме исполнили Дон Уилсон, Ричард Нортон, Джозеф Рускин, Стэйси Фостер, и Джон Эпри. Премьера фильма состоялась 14 сентября 1994 года в США.

## Сюжет
Два телохранителя — Эрик Филлипс и Росс — спасают сенатора Роберта Дилли от террористов, стремящихся его уничтожить.

## В ролях
- Дон Уилсон — Эрик Филлипс
- Ричард Нортон — Росс
- Джон Эпри — сенатор Роберт Дилли
- Стэйси Фостер — Конни
- Джозеф Раскин — Джей Крэй Рундс
- Стив Бёртон — Джаред
- Эбби Далтон — шеф Олсон
- Джим Маньячи — шпион
- Арт Камачо — протестующий
- Лиза Лароса — Элли
- Дэвид Барнатэн — Маркус
- Кристина Даль — Бекка

## Другие названия
- Киборг-ищейка
- Кибер-следопыт